# Paralastor auster
Paralastor auster är en stekelart som beskrevs av Perkins 1914. Paralastor auster ingår i släktet Paralastor och familjen Eumenidae. Inga underarter finns listade i Catalogue of Life.